# 炭酸飲料
炭酸飲料（たんさんいんりょう、carbonated drink）は、炭酸を含んだ清涼飲料水。この定義では果汁入りのものもあるが、果汁入り飲料を除外する定義もある。なお、これとは別に「炭酸ガスを含むアルコール分のない炭酸飲料及びアルコール分のある炭酸飲料」などすべての炭酸ガス含有飲料を含めて「発泡飲料」とする文献もある。

## 歴史
古代ローマでは炭酸ガスの含まれる天然に湧出する温泉や鉱泉の水を病人などが飲用していた。ローマ時代には炭酸水の運搬には壺等が使われていた。
18世紀頃には重曹を用いた炭酸水が、胸やけ、食欲増進、結石、頭痛に効果があるとされた。
炭酸ガスを逃さない運搬法も考案されるようになり、イギリスのハイラム・コッドがガラス球を内蔵した瓶（ラムネ瓶）を発明した。しかし、この瓶は製造原価が高く洗浄も不便であり、1892年にアメリカのウィリアム・ペインターが王冠を発明したことで炭酸水の貯蔵や輸送の問題が解決した。

## 各国の炭酸飲料

### 日本

#### 法規
日本では「炭酸飲料品質表示基準」（平成12年12月19日農林水産省告示第1682号）によって、「炭酸飲料」について、飲用に適した水に二酸化炭素を圧入したもの、及び、これに甘味料、酸味料、フレーバリング等を加えたものと定義している（果実飲料・酒類・医薬品は除かれる）。

#### 炭酸濃度
JAS規格では可溶性固形物（糖類等）3%以上のものについて、温度20℃のときのガス内圧力の最低値が定められている。
炭酸水（タンサン水・クラブソーダ）は3.0kg/cm2以上、炭酸水に果汁・乳製品を加えたもの（フルーツソーダ・クリームソーダ等）は0.2kg/cm2以上、炭酸水に果実・果汁の香り・色をつけたもの（オレンジソーダ・グレープソーダ等）は0.7kg/cm2以上、炭酸水に甘味料・酸味料・フレーバーを加えたもので前記にあてはまらないもの（サイダー・レモンライム・コーラ・ジンジャエール・トニックウォーター等）は0.7kg/cm2以上となっている。
ペットボトル入り炭酸飲料の内圧は、20℃で4気圧(4.1kg/cm2)程度である。

#### 消費量
北海道や東北地方など寒冷地での消費量が多く、青森県が1位である。

### 中国
中国では1920年代に複数の炭酸飲料メーカーが誕生した。1980年代には瀋陽市の「八王子」、上海市の「正広和（Aquarius）」、北京市の「北冰洋」、青島市の「崂山可楽（Laoshan Cola）」、武漢市の「二廠汽水」、重慶市の「天府可楽（Tianhu）」など全国に8大メーカーがあった。
しかし、改革開放政策によりコカ・コーラとペプシコーラが中国に進出し、1990年代には中国国内のメーカーはそれぞれこの2社提携したが主導権を失い、コカ・コーラとペプシコーラが炭酸市場の8割を占めるようになった。
その後、「北冰洋」がペプシコーラの交渉で経営権を取り戻して2011年から生産を再開するなど過去のブランドが復活する動きが出た。また、新興メーカーの元気森林（Yuanqisenlin）による無糖炭酸水のヒットなどもあり、他社も健康志向の製品を販売するようになった。

## 種類
- 炭酸入り栄養ドリンク（オロナミンCドリンク、リアルゴールド、モンスターエナジー、レッドブル、ロックスターなど）
- ガラナ飲料
- クリームソーダ
- コーラ
- サイダー
- シャンメリー（シャンパン風炭酸飲料）
- ジンジャーエール
- スパークリング・コーヒー （炭酸入りのコーヒー）
- ソーダ水（炭酸水）
- ティー・ソーダ （炭酸入りの紅茶）
- ドクターペッパー
- トニックウォーター
- ビールテイスト飲料
- メッコール
- メロンソーダ
- キュウリソーダ
- ラムネ
- ルートビア

アルコール飲料
- スパークリングワイン
  - シャンパン
- ビール
- 発泡酒
- サワー（酎ハイ）
- カクテル類（カンパリ・ソーダなど）
- クワス